# اماتوتام
اماتوتام (به انگلیسی: Ammathottam) یک منطقهٔ مسکونی در هند است که در تامیل نادو واقع شده‌است.

## خصوصیات
اماتوتام ۷۸ نفر جمعیت دارد.